# Macrochelys
Macrochelys (còn gọi là chi rùa ngoạm) là một chi rùa nước ngọt cở lớn trong họ rùa Chelydridae có nguồn gốc từ Đông Nam Hoa Kỳ. Ban đầu, chi rùa này chỉ được công nhận gồm một loài duy nhất (là Macrochelys temminckii), được xem là chi đơn loài, cho đến khi một nghiên cứu được công bố vào năm 2014 đã công nhận chi rùa này gồm hai loài hoặc có thể là ba loài thay vì một loài như trước đây. Những nghiên cứu khác cũng cho thấy chi Macrochelys có ba loài riêng biệt là Macrochelys temminckii, Macrochelys suwanniensis, và Macrochelys apalachicolae.. Theo cách tiếp cận rộng rãi nhất thì chi rùa này có thể bao gồm các loài còn tồn tại và hóa thạch, sau đây:
- Macrochelys temminckii (Troost, 1835) - Rùa cá sấu
- Macrochelys suwanniensis (Thomas et al., 2014) - Rùa ngoạm Suwannee
- Macrochelys apalachicolae (Thomas et al., 2014) - Rùa ngoạm Apalachicola
- †Macrochelys auffenbergi (Dobie, 1968)
- †Macrochelys schmidti
- Chelydrops precisiona theo cách tổ hợp của Hutchison (2008)

## Phân loại
Theo phân loại truyền thống, chi rùa này chỉ gồm một loài duy nhất được công nhận, nhưng sau các đánh giá, hai loài trong chi hiện đã được công nhận. Trước đây người ta vẫn xem chúng chỉ là một loài, tuy vậy, sự khác biệt về mặt giải phẫu giữa hai loài trong chi Macrochelys bao gồm hình dạng của khía đuôi ở phía sau của mai rùa và hình thái góc xương vảy ở phía sau hộp sọ. Hai loài này được ước tính đã tách ra thành các loài khác nhau cách đây chưa đầy 3,5 triệu năm. Như vậy, hiện tại, các loài trong chi rùa này bao gồm:
- Macrochelys temminckii (Troost, 1835) - Rùa cá sấu, là loài nổi bật nhất trong chi này. Loài rùa này có đầu to, bộ hàm cực khỏe, có gờ nhọn sắc, lực cắn 480 kg/inch2 có thể cắn vỡ mai nhiều loài rùa khác để làm thức ăn, mai nhiều gai (có 3 hàng gai), cùng vẻ hung dữ, nên chúng thường được gọi là "quái thú rùa" và hình ảnh chúng gợi đến loài khủng long thời xưa. Chúng được ưa chuộng nuôi trong các bể cá cảnh. Chúng còn được xem là loài xâm lấn ở một số nước châu Âu như Cộng hòa Czech, Hungary, Đức, ở Bavaria có một con rùa cá sấu từng làm gây thương tích cho một đứa trẻ[8], còn tại Bohemia, ghi nhận bốn con rùa thuộc loài này đã bị bắt giữ[9][10], tại Hungary, có một con rùa cá sấu đã bị bắt khi đang bò giữa đường phố gần một hồ nước[11].
- Macrochelys suwanniensis (Thomas et al., 2014) - Rùa ngoạm Suwannee. Đây là loài mới được tách ra và được công nhận từ năm 2014.
- Macrochelys apalachicolae (Thomas et al., 2014) - Rùa ngoạm Apalachicola. Đây là một loài thứ ba đã được đề xuất như là một loài[7][12] nhưng tính hợp lệ của đề xuất này còn gây nhiều tranh cãi[13]. Cả Cơ sở dữ liệu về loài bò sát (Reptile Database)[5] và theo Nhóm chuyên gia về rùa biển và rùa nước ngọt của IUCN đều không công nhận nó như là một loài tách biệt với loài Macrochelys temminckii[6].

## Hóa thạch
Xét về lịch sử hóa thạch và các loài đã tuyệt chủng của chi này thì không giống như các loài rùa nước ngọt trong họ Chelydridae nói chung phân bố rộng rãi thì chi rùa Macrochelys được ghi nhận chỉ phân bố ở Bắc Mỹ. Tác giả Hutchison (2008) coi chi Chelydrops là một từ đồng nghĩa với Macrochelys và tổ hợp lại loài cùng loại của của chúng gồm Chelydrops precisiona xuất hiện từ niên đại Thế Miocen ở Nebraska, nếu phân loại như vậy thì đây là loài thứ tư trong chi Macrochelys (tiếp sau 03 loài còn tồn tại). Có hai loài khác trong chi rùa này chỉ được biết đến từ các di tích hóa thạch được tìm thấy:
- †Macrochelys auffenbergi (Dobie, 1968) (có niên đại từ thế Thượng Tân-Pliocene, phát hiện ở Florida)
- †Macrochelys schmidti (có niên đại ở Thế Trung Tân-Miocene, phát hiện ở Nebraska)